# Būdīān
Būdīān (persiska: بودیان) är en ort i Iran.   Den ligger i provinsen Gilan, i den nordvästra delen av landet, 250 km nordväst om huvudstaden Teheran. Antalet invånare är 237.
Terrängen runt Būdīān är platt, och sluttar norrut. Runt Būdīān är det tätbefolkat, med 659 invånare per kvadratkilometer. Närmaste större samhälle är Rasht, 12,5 km öster om Būdīān. Trakten runt Būdīān består till största delen av jordbruksmark.